# Кормовий дворик (заповідне урочище)
Кормовий дворик — заповідне урочище місцевого значення. Об'єкт розташований на території Городенківського району Івано-Франківської області, село Якубівка.
Площа — 1,4000 га, статус отриманий у 1983 році.